# Carinha de Anjo
Carinha de Anjo es una telenovela brasileña producida y exhibida originalmente por SBT entre el día 21 de noviembre de 2016 y 6 de junio de 2018 sustituyendo el horario anteriormente ocupado por Cumplices de um resgate y siendo sustituida por As Aventuras de Poliana. Se trata de un remake de la telenovela mexicana Carita de ángel, producida en el año 2000 por Televisa, la cual está basada en Papá corazón original de Abel Santa Cruz. Esta será la segunda adaptación brasileña de la obra original Santa Cruz, tras Papai corazón producida por Rede Tupi en 1977. La nueva versión es escrita por Leonor Corrêa, con supervisión de Iris Abravanel y dirección general de Ricardo Mantoanelli.
Protagonizada Lorena Queiroz, Bia Arantes, Carlo Porto, Lucero, Priscila Sol, Dani Gondim, Karin Hils y Eliana Guttman en los papeles principales.

## Antecedentes
As Aventuras de Poliana:

En 1973, Abel Santa Cruz escribió Papá corazón para la emisora argentina Canal 13. Luego enseguida, la obra original ganaría diversas versiones en América Latina, comenzando con la mexicana Televisa produciendo y exhibiendo la refilmagem Mundo de juguete. En 1976, la brasileña Red Tupi adaptó el guion original argentino y produjo el remake Papá Corazón. Más tarde, surgieron otras versiones de la obra: la argentina Mundo de muñeca (1986), la mexicana Carita de ángel (2000-2001) y la paraguaya Papá del corazón (2008).m
Carita de ángel sería presentada en Brasil, por el SBT, en dos exhibiciones y también fue reapresentada en el país por la TLN Network, emisora del grupo Televisa. En el SBT, la trama fue considerada un fenómeno, registrando medias que variaban de 18 a 21 puntos en el Ibope en la Grande São Paulo. La antecesora, Serafim, daba media de 13 puntos.
ES la mejor audiencia de una novela infantil del SBT desde 1998, cuando exhibía Chiquititas. Carita de ángel repitió el fenómeno Carrusel, producción infantil mexicana presentada por la emisora en 1991.

## Sinopsis
Dulce María es una niña dulce, ingenua, inteligente y alegre de 5 años. Es juguetona, aventurera y extremadamente curiosa. Disfruta de todos con tus comentarios y preguntas indiscretas y sorprende con sus descubrimientos. Es la única hija de Gustavo Lários (Carlo Porto), exitoso empresario del café brasileño y de la cultura brasileña, y de la mexicana Teresa Rezende Lários (Lucero), fallecida en un accidente cuando Dulce María tenía solo 3 años. Traumatizado por la tragedia, Gustavo decide llevar a su hija al colegio católico rural: Dulce Horizonte, y decide mudarse a España. Durante esos años vivió aislado de la familia. En ausencia de su padre Dulce María cuenta con el cariño y el cuidado de Estefânia (Priscila Sol), prima de Gustavo (apodada su “Tía Perucas”) que está en estilo y personalidad. Su marca es el look monocromático de la cabeza a los pies, el mar, de la peluca al zapato, que refleja tu estado de ánimo. Recibí la atención del padre Gabriel (Alcemar Vieira), su padre y todas las monjas y hermanas del colegio donde vive y estudia.
Todas las noches, Dulce Maria sueña con Teresa. Se encuentran en una casa de muñecas juguetona. Allah, madre e hijo viven momentos mágicos, emocionantes y divertidos y la pequeña Dulce siempre recibe cariño y consejos. 
En el colegio es muy querida por todos. Creativa en aventuras, siempre dispuesta a ayudar, y por eso vive y causa problemas. Ella recibe todo el cariño maternal de la hermana Cecília (Bia Arantes), entregada maestra, protectora y celosa. También trabaja como compañera de las travesuras de la hermana Fabiana (Karin Hils), una hermana rebelde y divertida que dirige el coro de la escuela. Y la Madre Superiora (Eliana Guttman), directora del internado, que no esconde su cariño especial por Dulce María, pero también le da sermones y castigos siempre que sea necesario. 
La historia empieza cuando Gustavo decide regresar a la ciudad de Dulce Horizonte y demostrar que cometió un gran error en su vida. Recuperado de la depresión después de la vida de Teresa, regresa decidido a reconstruir su vida junto a Dulce María. Para sorpresa de Estefânia (Tía Perucas) y Gabriel, está en el solo vuelve. Nicole Escobar (Dani Gondim), lo nuevo, rezuma belleza, pero no vocación por la maternidad. Lo que el empresario no sabe es que a Nicole solo está interesada en la posición y el dinero que puede tener casandose con Gustavo. Haydee (Clarice Niskier), la madre de Nicole, y Flávio (Eduardo Pelizzari), el hermano, paparicam Gustavo y sueñan en darse bien con la unión de la pareja. Dulce María rechaza la idea de volver a ver casado al cura. Tiene miedo de no poder encontrar nunca una madre. En brazos de su hermana Cecilia, Dulce María encuentra más seguridad. Es la única “mujer que siente como su segunda madre”. Al contrario de Nicole, ella tiene constantes desacuerdos y ninguna afinidad. Dulce María le gustaría que las hermanas pudieran casarse.
Los conflictos y las preguntas sobre la vocación religiosa de la bella Cecilia son constantes y, a medida que pasa el tiempo, se divide entre la religión y los sentimientos velados por Gustavo. Con el sacerdote de Fátima (Rai Teichimam), hermana de Cecilia, la hermana recibe el incentivo para dejar su vida religiosa y beneficiarse de su amor. Pero esta decisión no es fácil. Gustavo también ha logrado disimular la fascinación que siente por la maestra pero querida por ella desde el primer momento en que la encuentra. Pero sabe que no puede alimentar un amor prohibido. En el suelo por la resistencia a asumir tus sentimientos, pero también por otras mujeres que aparecen en tu vida. Ya Cecília, recibe una atención especial de André (Bruno Lopes), el médico de la ciudad.
En los años del aislamiento del cura de Dulce Maria, la empresa de Gustavo, Rey Café, que estaba al cuidado de su amigo y director legal, Cristóvão (Guilherme Gorski). Está enamorado de Estefânia, la que le provoca celos a la secretaría de él, Silvana (Silvia Franceschi). Como todos los niños, Dulce María tiene grandes amigos en el colegio. Las más cercanas son Adriana (Marianna Santos), Duda (Maria Eduarda Silva), Valentina (Valenthina Rodarte) y Lúcia (Helena Luz). Pero, en gran parte no cuadra el cariño y atención que recibe Dulce de las monjas y la aceptación de su líder. Barbara (Renata Randel) y Frida (Sienna Belle) provocan a Dulce Maria, creando situaciones que podrían complicar su vida en la escuela, con el objetivo de ponerla en peligro. En el colegio, Dulce María también encontra el cariño y alegría en la familia de Ignácio (Eddie Conejo) y su esposa Diana (Camilla Camargo). Me veo como una luchadora que crea niños con humildad y mucho orgullo. El más viejo, Zeca (Jean Paulo Campos), está con el año y fruto de la anterior boda de Inácio. Es un chico dulce sueña con ser el cantante más exitoso del oaís. Zé Felipe (Leonardo Oliveira), el más joven, tiene 6 años. Es eléctrico y creativo, el mayor desastre de la casa. Con la contratación del huerto de Pascua (Camilo Bevilacqua) por parte de la Madre Superiora, la familia aumenta, por lo que ha habido una falsa postura de los niños.

## Más información sobre este texto de origen
Para obtener más información sobre la traducción, se necesita el texto de origen

## Exhibición
El primer capítulo de "Carinha de Anjo" se exhibió el 21 de noviembre de 2016, dividiendo el tiempo y exhibiendo después de "Cúmplices de um Resgate" (versión brasileña de "Cómplices al Rescate") y antes de Chiquititas, por SBT. La telenovela infantil y juvenil se muestra de lunes a sedes, con clasificación indicativa gratuita para todos los públicos. Junto con la producción y el lanzamiento de Carinha de Anjo, la emisora también definió la suya sucesora, "As Aventuras de Poliana"

## Elenco
| Actor/Actriz        | Personaje                         |
| ------------------- | --------------------------------- |
| Lorena Queiroz      | Dulce Maria Rezende Lários        |
| Bia Arantes         | Cecília Santos                    |
| Carlo Porto         | Gustavo Lários                    |
| Lucero              | Teresa Rezende Lários             |
| Priscila Sol        | Estefânia Lários (Tía Perucas)    |
| Daniel Alvim        | Leonardo Lários                   |
| Dani Gondim         | Nicole Escobar                    |
| Barbara Maia        | Cassandra Gamboa                  |
| Karin Hils          | Fabiana Teixeira                  |
| Eliana Guttman      | Maristela Lopes (Madre Superiora) |
| Alcemar Vieira      | Padre Gabriel Lários              |
| Maisa Silva         | Juliana Almeida (Juju)            |
| Jean Paulo Campos   | José Carlos de Olivo (Zeca)       |
| Camilla Camargo     | Diana de Olivo                    |
| Eddie Conejo        | Inácio de Olivo                   |
| Ângela Dip          | Rosana Almeida                    |
| Blota Hijo          | Silvestre Moreira                 |
| Thiago Mendonça     | Vitor Gamboa                      |
| Clarice Niskier     | Haydee Escobar                    |
| Eduardo Pelizzari   | Flávio Escobar                    |
| José Rubens Chachá  | Delegado Peixoto                  |
| Laryssa Días        | Hermana Lucía                     |
| Cristina Mutarelli  | Solange Ortiz                     |
| Camilo Bevilacqua   | Pascoal Gomes                     |
| Rai Teichimam       | Fátima Santos                     |
| Sienna Belle        | Frida Bastos                      |
| Renata Randel       | Bárbara Guerra Smith              |
| Gabriel Miller      | Emílio Almeida                    |
| Leonardo Oliveira   | José Felipe de Olivo (Zé Felipe)  |
| Guilherme Gorski    | Cristóvão Valdez                  |
| Carolina Loback     | Franciely de Silva                |
| Elisa Brites        | Verônica Matias                   |
| Bruno Lopes         | Dr. André Renato Vieira           |
| Renata Bras         | Ana                               |
| Bruna Ximenes       | Rita                              |
| Carlos Mariano      | Ribeiro                           |
| Fran Maya           | Miller                            |
| Giovanna Nasser     | Giovanna (Geo)                    |
| Maria Eduarda Silva | Maria Eduarda (Duda)              |
| Mariana Santos      | Adriana Figueiredo                |
| Mariana Amor        | Mariana                           |
| Helena Luz          | Lúcia Junqueira                   |
| Isabella Nakahara   | Isabela                           |
| Silvia Franceschi   | Silvana Suenes                    |
| Jasmim Sabino       | Jasmim                            |
| Manuela Dieguez     | Débora                            |
| Manuela Fernandes   | Fernanda                          |
| Manuela Munhoz      | Manuela                           |
| Lara Fanganielo     | Lara                              |
| Luiza Aguirre       | Luiza                             |
| Valenthina Rodarte  | Valenthina                        |
| Rachel Rennhack     | Hermana Bene                      |
| Anna Júlia Mattos   | Ana Júlia                         |
| Ana Sofia Rigoni    | Ana Sofia                         |
| Brenda Santiago     | Brenda                            |

## Banda sonora
La banda sonora de la telenovela está integrada por temas originales y adaptaciones de otros temas. 
- Carinha de Anjo (Versión en portugués de Carita de Ángel)
- Joia Rara Preciosa
- Amor
- Filha Linda
- Era Uma Vez
- A Flor e o Beija-flor
- Rap da Água
- Top
- Adriana Conta Um (Versión de Mariana Conta Um)
- Boi da Cara Preta
- Borboletinha
- Lindo Balão Azul
- Vem que Vem
- Oh Happy Day
- A Gente Corre Atrás
- Cadinho de Amor
- Os Dedinhos
- Pequena Aprendiz
- Fui Morar Numa Casinha
- Eu Tirei O Pão do Gato
- O Gato Xadrez
- Era Uma Vez
- Aquarela
- Meu Galinho
- Pirulito Que Bate-Bate
- A Flor e o Beija-Flor
- É o Amor
- Uni Duni Tê
- Tumbalacatumba
- Dó-Ré-Mi-Fá
- Nas Asas do Senhor
- Não da Pra Segurar

- Datos: Q26989383
- Multimedia: Carinha de Anjo / Q26989383